# Битка при Герговия
Битката при Герговия (Gergovia) през 52 пр.н.е. e част от галската война на римляните на Юлий Цезар и бунтуващите се галийци с Верцингеторикс при Герговия (днес Gergovie до Клермон Феран), столицата на галските арверни, които обсаждат римляните.
Галите побеждават. Едва при битката за Алезия Цезар успява да ги разбие.